# 3.ª etapa del Tour de Francia 2020
La 3.ª etapa del Tour de Francia 2020 tuvo lugar el 31 de agosto de 2020 entre Niza y Sisteron sobre un recorrido de 198 km y fue ganada al esprint por el australiano Caleb Ewan del equipo Lotto Soudal. El francés Julian Alaphilippe mantuvo el maillot amarillo.

## Clasificación de la etapa
| \| Clasificación de la etapa \| Clasificación de la etapa \| Clasificación de la etapa \| Clasificación de la etapa \| Clasificación de la etapa \| \| Ciclista \| Ciclista \| Equipo \| Tiempo \| \| \| ------------------------- \| ------------------------- \| -------------------------------- \| ------------------------- \| ------------------------- \| \| 1.º \| Caleb Ewan \| Lotto-Soudal \| 5 h 17 min 42 s \| \| \| 2.º \| Sam Bennett \| Deceuninck-Quick Step \| + 0 s \| \| \| 3.º \| Giacomo Nizzolo \| NTT Pro Cycling \| + 0 s \| \| \| 4.º \| Hugo Hofstetter \| Israel Start-Up Nation \| + 0 s \| \| \| 5.º \| Peter Sagan \| Bora-Hansgrohe \| + 0 s \| \| \| 6.º \| Edward Theuns \| Trek-Segafredo \| + 0 s \| \| \| 7.º \| Cees Bol \| Team Sunweb \| + 0 s \| \| \| 8.º \| Matteo Trentin \| CCC Team \| + 0 s \| \| \| 9.º \| Bryan Coquard \| B&B Hotels-Vital Concept p/b KTM \| + 0 s \| \| \| 10.º \| Niccolò Bonifazio \| Total Direct Énergie \| + 0 s \| \| |                   |                                  |                 |
| |                   |                                  |                 |
| Fuente: ProCyclingStats |                   |                                  |                 |
| Clasificación de la etapa |                   |                                  |                 |
| Ciclista | Ciclista          | Equipo                           | Tiempo          |
| 1.º | Caleb Ewan        | Lotto-Soudal                     | 5 h 17 min 42 s |
| 2.º | Sam Bennett       | Deceuninck-Quick Step            | + 0 s           |
| 3.º | Giacomo Nizzolo   | NTT Pro Cycling                  | + 0 s           |
| 4.º | Hugo Hofstetter   | Israel Start-Up Nation           | + 0 s           |
| 5.º | Peter Sagan       | Bora-Hansgrohe                   | + 0 s           |
| 6.º | Edward Theuns     | Trek-Segafredo                   | + 0 s           |
| 7.º | Cees Bol          | Team Sunweb                      | + 0 s           |
| 8.º | Matteo Trentin    | CCC Team                         | + 0 s           |
| 9.º | Bryan Coquard     | B&B Hotels-Vital Concept p/b KTM | + 0 s           |
| 10.º | Niccolò Bonifazio | Total Direct Énergie             | + 0 s           |

## Clasificaciones al final de la etapa

### Clasificación general(Maillot Jaune)
| \| Clasificación general \| Clasificación general \| Clasificación general \| Clasificación general \| Clasificación general \| \| Ciclista \| Ciclista \| Equipo \| Tiempo \| \| \| --------------------- \| --------------------- \| --------------------- \| --------------------- \| --------------------- \| \| 1.º \| Julian Alaphilippe \| Deceuninck-Quick Step \| 13 h 59 min 17 s \| \| \| 2.º \| Adam Yates \| Mitchelton-Scott \| + 4 s \| \| \| 3.º \| Marc Hirschi \| Team Sunweb \| + 7 s \| \| \| 4.º \| Tadej Pogačar \| UAE Team Emirates \| + 17 s \| \| \| 5.º \| Davide Formolo \| UAE Team Emirates \| + 17 s \| \| \| 6.º \| Egan Bernal \| Ineos Grenadiers \| + 17 s \| \| \| 7.º \| Tom Dumoulin \| Jumbo-Visma \| + 17 s \| \| \| 8.º \| Sergio Higuita \| EF Pro Cycling \| + 17 s \| \| \| 9.º \| Guillaume Martin \| Cofidis \| + 17 s \| \| \| 10.º \| Esteban Chaves \| Mitchelton-Scott \| + 17 s \| \| |                    |                       |                  |
| |                    |                       |                  |
| Fuente: ProCyclingStats |                    |                       |                  |
| Clasificación general |                    |                       |                  |
| Ciclista | Ciclista           | Equipo                | Tiempo           |
| 1.º | Julian Alaphilippe | Deceuninck-Quick Step | 13 h 59 min 17 s |
| 2.º | Adam Yates         | Mitchelton-Scott      | + 4 s            |
| 3.º | Marc Hirschi       | Team Sunweb           | + 7 s            |
| 4.º | Tadej Pogačar      | UAE Team Emirates     | + 17 s           |
| 5.º | Davide Formolo     | UAE Team Emirates     | + 17 s           |
| 6.º | Egan Bernal        | Ineos Grenadiers      | + 17 s           |
| 7.º | Tom Dumoulin       | Jumbo-Visma           | + 17 s           |
| 8.º | Sergio Higuita     | EF Pro Cycling        | + 17 s           |
| 9.º | Guillaume Martin   | Cofidis               | + 17 s           |
| 10.º | Esteban Chaves     | Mitchelton-Scott      | + 17 s           |

### Clasificación por puntos(Maillot Vert)
| Clasificación por puntos | Clasificación por puntos | Clasificación por puntos         | Clasificación por puntos | Clasificación por puntos |
| Ciclista                 | Ciclista                 | Equipo                           | Puntos                   |                          |
| ------------------------ | ------------------------ | -------------------------------- | ------------------------ | ------------------------ |
| 1.º                      | Peter Sagan              | Bora-Hansgrohe                   | 79 pts                   |                          |
| 2.º                      | Alexander Kristoff       | UAE Team Emirates                | 77 pts                   |                          |
| 3.º                      | Sam Bennett              | Deceuninck-Quick Step            | 74 pts                   |                          |
| 4.º                      | Matteo Trentin           | CCC Team                         | 54 pts                   |                          |
| 5.º                      | Caleb Ewan               | Lotto-Soudal                     | 50 pts                   |                          |
| 6.º                      | Giacomo Nizzolo          | NTT Pro Cycling                  | 46 pts                   |                          |
| 7.º                      | Bryan Coquard            | B&B Hotels-Vital Concept p/b KTM | 37 pts                   |                          |
| 8.º                      | Cees Bol                 | Team Sunweb                      | 32 pts                   |                          |
| 9.º                      | Julian Alaphilippe       | Deceuninck-Quick Step            | 30 pts                   |                          |
| 10.º                     | Mads Pedersen            | Trek-Segafredo                   | 30 pts                   |                          |

### Clasificación de la montaña(Maillot à Pois Rouges)
| Clasificación de la montaña | Clasificación de la montaña | Clasificación de la montaña | Clasificación de la montaña | Clasificación de la montaña |
| Ciclista                    | Ciclista                    | Equipo                      | Puntos                      |                             |
| --------------------------- | --------------------------- | --------------------------- | --------------------------- | --------------------------- |
| 1.º                         | Benoît Cosnefroy            | AG2R La Mondiale            | 21 pts                      |                             |
| 2.º                         | Michael Gogl                | NTT Pro Cycling             | 12 pts                      |                             |
| 3.º                         | Toms Skujiņš                | Trek-Segafredo              | 6 pts                       |                             |
| 4.º                         | Kasper Asgreen              | Deceuninck-Quick Step       | 6 pts                       |                             |
| 5.º                         | Nicolas Roche               | Team Sunweb                 | 5 pts                       |                             |
| 6.º                         | Jérôme Cousin               | Total Direct Énergie        | 3 pts                       |                             |
| 7.º                         | Robert Gesink               | Jumbo-Visma                 | 3 pts                       |                             |
| 8.º                         | Michael Schär               | CCC Team                    | 2 pts                       |                             |
| 9.º                         | Fabien Grellier             | Total Direct Énergie        | 2 pts                       |                             |
| 10.º                        | Marc Hirschi                | Team Sunweb                 | 2 pts                       |                             |

### Clasificación del mejor joven(Maillot Blanc)
| Clasificación del mejor joven | Clasificación del mejor joven | Clasificación del mejor joven | Clasificación del mejor joven | Clasificación del mejor joven |
| Ciclista                      | Ciclista                      | Equipo                        | Tiempo                        |                               |
| ----------------------------- | ----------------------------- | ----------------------------- | ----------------------------- | ----------------------------- |
| 1.º                           | Marc Hirschi                  | Team Sunweb                   | 13 h 59 min 24 s              |                               |
| 2.º                           | Tadej Pogačar                 | UAE Team Emirates             | + 10 s                        |                               |
| 3.º                           | Egan Bernal                   | Ineos Grenadiers              | + 10 s                        |                               |
| 4.º                           | Sergio Higuita                | EF Pro Cycling                | + 10 s                        |                               |
| 5.º                           | Enric Mas                     | Movistar Team                 | + 10 s                        |                               |
| 6.º                           | Valentin Madouas              | Groupama-FDJ                  | + 2 min 17 s                  |                               |
| 7.º                           | Daniel Felipe Martínez        | EF Pro Cycling                | + 3 min 46 s                  |                               |
| 8.º                           | Harold Tejada                 | Astana                        | + 4 min 33 s                  |                               |
| 9.º                           | Niklas Eg                     | Trek-Segafredo                | + 8 min 49 s                  |                               |
| 10.º                          | Lennard Kämna                 | Bora-Hansgrohe                | + 10 min 27 s                 |                               |

### Clasificación por equipos(Classement par Équipe)
| Clasificación por equipos | Clasificación por equipos | Clasificación por equipos | Clasificación por equipos |
| Equipo                    | Equipo                    | Tiempo                    |                           |
| ------------------------- | ------------------------- | ------------------------- | ------------------------- |
| 1.º                       | Trek-Segafredo            | 41 h 58 min 42 s          |                           |
| 2.º                       | EF Pro Cycling            | + 0 s                     |                           |
| 3.º                       | Astana                    | + 0 s                     |                           |
| 4.º                       | Bahrain McLaren           | + 0 s                     |                           |
| 5.º                       | Ineos Grenadiers          | + 1 min 02 s              |                           |
| 6.º                       | Movistar Team             | + 1 min 10 s              |                           |
| 7.º                       | Jumbo-Visma               | + 1 min 14 s              |                           |
| 8.º                       | UAE Team Emirates         | + 2 min 07 s              |                           |
| 9.º                       | Groupama-FDJ              | + 2 min 07 s              |                           |
| 10.º                      | AG2R La Mondiale          | + 3 min 36 s              |                           |

## Abandonos
- Anthony Perez como consecuencia de una caída durante el transcurso de la etapa.[2]